# Viviane Jacobs
Viviane Jacobs (Brussel, 21 maart 1948) is een voormalig Belgisch volksvertegenwoordiger.

## Levensloop
Jacobs werd directrice van het Instituut Emile Vandervelde, het studiecentrum van de Parti Socialiste.
Van 1990 tot 1991 zetelde ze voor de PS en namens het arrondissement Brussel in de Kamer van volksvertegenwoordigers. Ze volgde de ontslagnemende Charles Picqué op. Van 1989 tot 1995 was Jacobs ook lid van het Brussels Hoofdstedelijk Parlement.